# Obwód uralski
Obwód uralski (ros. Уральская область) – jednostka administracyjna Imperium Rosyjskiego istniejąca w latach 1868–1920 na północ od Morza Kaspijskiego, obejmująca doliny rzek Ural i Emba i wschodnią część stepu samarsko-uzeńskiego. Na przestrzeni 356 573 km² mieszkało tu na przełomie XIX i XX wieku 645 tysięcy osób.
Stolicą obwodu uralskiego było miasto Uralsk. Administracyjnie obwód dzielił się na cztery ujezdy (powiaty): uralski (najliczniej zamieszkany, 292 tys. mieszkańców na 84km²), gurjewski (stolica w Gurjewie, ros. Гурьев), kałmykowski (Kałmykowsk) i temirski (Temir). Graniczył z obwodem zakaspijskim na południu, gubernią astrachańską na zachodzie, gubernią samarską na północy, gubernią orenburską na północnym wschodzie i obwodem turgajskim na wschodzie.
Północna część pagórkowata (odnogi wyżyny Obszczyj Syrt), pozostała część równinna. Gleby tutejsze są głównie piaszczysto-gliniaste, mało przydatne dla upraw rolniczych, natomiast nadające się na pastwiska. Lasów niewiele, przeważnie tylko nad brzegami rzeki Ural, liczne jeziora. Klimat suchy i kontynentalny. Mieszkańcy zajmowali się głównie pasterstwem (według wyników spisu z 1897 hodowano tu 443 tysiące koni, 2200 tysięcy owiec i 770 tysięcy sztuk bydła rogatego), także rybołówstwem (głównie w Morzu Kaspijskim i w rzekach Ural oraz Emba) oraz sadownictwem i ogrodnictwem.
Obwód uralski obejmował terytoria zaliczane współcześnie do Kazachstanu – obwód zachodniokazachstański, obwód atyrauski i częściowo obwód aktiubiński.